# د. دبليو. بروكس
د. دبليو. بروكس (بالإنجليزية: D. W. Brooks)‏ هو شخصية أعمال أمريكي، ولد في 11 سبتمبر 1901 في رويستون في الولايات المتحدة، وتوفي في 5 أغسطس 1999 في أتلانتا في الولايات المتحدة.